# Puccinia invelata
Puccinia invelata ist eine Ständerpilzart aus der Ordnung der Rostpilze (Pucciniales). Der Pilz ist ein Endoparasit der Korbblütlergattungen Verbesina und Parthenice. Symptome des Befalls durch die Art sind Rostflecken und Pusteln auf den Blattoberflächen der Wirtspflanzen. Sie ist im südlichen Nordamerika verbreitet.

## Merkmale

### Makroskopische Merkmale
Puccinia invelata ist mit bloßem Auge nur anhand der auf der Oberfläche des Wirtes hervortretenden Sporenlager zu erkennen. Sie wachsen in Nestern, die als gelbliche bis braune Flecken und Pusteln auf den Blattoberflächen erscheinen.

### Mikroskopische Merkmale
Das Myzel von Puccinia invelata wächst wie bei allen Puccinia-Arten interzellulär und bildet Saugfäden, die in das Speichergewebe des Wirtes wachsen. Ihre Spermogonien wachsen oberseitig auf den Wirtsblättern. Die blattunterseitig wachsenden Aecien der Art sind rissig und stehen in Gruppen oder einzeln. Sie besitzen 19–30 × 17–24 µm große, kugelige bis ellipsoide, farblose Aeciosporen mit warziger Oberfläche. Die meist blattunterseitig wachsenden Uredien des Pilzes sind dunkel zimtbraun. Ihre ebenfalls zimtbraunen Uredosporen sind 23–28 × 18–22 µm groß, eiförmig bis breitellipsoid und stachelwarzig. Die vorwiegend blattunterseitig wachsenden Telien der Art sind schwarzbraun, pulverig, kompakt und unbedeckt. Die hell kastanienbraunen Teliosporen sind zweizellig, in der Regel breiteiförmig bis ellipsoid und 35–50 × 22–28 µm groß. Ihre Stiele sind farblos und bis zu 130 µm lang.

## Verbreitung
Das bekannte Verbreitungsgebiet von Puccinia invelata reicht von den südlichen Arizona bis nach Mexiko.

## Ökologie
Die Wirtspflanzen von Puccinia invelata sind verschiedene Verbesina-Arten und Parthenice mollis. Der Pilz ernährt sich von den im Speichergewebe der Pflanzen vorhandenen Nährstoffen, seine Sporenlager brechen später durch die Blattoberfläche und setzen Sporen frei. Die Art durchläuft einen Entwicklungszyklus mit Spermogonien, Aecien, Telien und Uredien, vollzieht aber keinen Wirtswechsel.